# Нейра, Деметрио
Деме́трио Не́йра (исп. Demetrio Neyra; 15 декабря 1908, Лима — 27 сентября 1957, Лима) — перуанский футболист, нападающий, участник чемпионата Южной Америки 1927 и чемпионата мира 1930 года.

## Карьера

### Клубная
Деметрио Нейра играл за клуб «Альянса Лима».

### В сборной
В составе сборной он принял участие в чемпионате Южной Америки 1927 (провёл на турнире 2 матча, забил гол в ворота сборной Боливии).
Через три года также участвовал в первом чемпионате мира. На турнире сыграл два матча, однако ни разу не сумел отличиться.
| Матчи и голы Деметрио Нейры за сборную Перу | Матчи и голы Деметрио Нейры за сборную Перу | Матчи и голы Деметрио Нейры за сборную Перу | Матчи и голы Деметрио Нейры за сборную Перу | Матчи и голы Деметрио Нейры за сборную Перу | Матчи и голы Деметрио Нейры за сборную Перу | Матчи и голы Деметрио Нейры за сборную Перу |
| ------------------------------------------- | ------------------------------------------- | ------------------------------------------- | ------------------------------------------- | ------------------------------------------- | ------------------------------------------- | ------------------------------------------- |
| №                                           | Дата                                        | Место проведения                            | Соперник                                    | Счёт                                        | Голы                                        | Турнир                                      |
| 1                                           | 13 ноября 1927                              | Лима, Перу                                  | Боливия                                     | 3:2                                         | 1                                           | Чемпионат Южной Америки по футболу 1927     |
| 2                                           | 27 ноября 1927                              | Лима, Перу                                  | Аргентина                                   | 1:5                                         | -                                           | Чемпионат Южной Америки по футболу 1927     |
| 3                                           | 14 июля 1930                                | Монтевидео, Уругвай                         | Румыния                                     | 1:3                                         | -                                           | Чемпионат мира 1930                         |
| 4                                           | 18 июля 1930                                | Монтевидео, Уругвай                         | Уругвай                                     | 0:1                                         | -                                           | Чемпионат мира 1930                         |

Итого: 4 матча / 1 гол; 1 победа, 0 ничьих, 3 поражения.